# ناحیه خودگردان کوریاک
ناحیه خودگردان کوریاک (به روسی: Коря́кский автоно́мный о́круг) یک ناحیه خودگردان در روسیه بود که در تاریخ ۱ جولای سال ۲۰۰۷ با استان کامچاتکا در هم ادغام شدند و هم‌اکنون به بخشی از یک سرزمین یکپارچه به نام سرزمین کامچاتکا تبدیل شده‌است.
مطابق با سرشماری سال ۱۹۸۹ جمعیت آن ۳۹۶۳۹ نفر بوده در حالی که بر طبق سرشماری سال ۲۰۱۰ جمعیت آن ۱۸۷۵۹ نفر شده‌است.